# Paweł Nowak (artysta)
Paweł Bogdan Nowak (ur. 1965) – polski artysta, profesor sztuk plastycznych.

## Życiorys
W 1990 r. ukończył studia grafiki warsztatowej w Akademii Sztuk Pięknych w Warszawie, w 1995 r. doktoryzował się, w 2002 r. otrzymał habilitację. W 2011 r. uzyskał tytuł profesora sztuk plastycznych. Jest pracownikiem naukowym w Polsko-Japońskiej Akademii Technik Komputerowych i w Akademii Sztuk Pięknych w Warszawie.